# إيان دونالد
كان إيان دونالد أحد أعضاء كلية الأطباء والجراحين الملكية في جلاسكو والكلية الملكية لأطباء النساء والتوليد برتبة قائد من رتب الإمبراطورية البريطانية (منذ 27 ديسمبر 1910 حتى 19 يونيو 1987)، وهو طبيب إنجليزي رائد في الاستخدام التشخيصي للموجات فوق الصوتية في التوليد، مما أتاح تشخيص تشوهات الأجنة أثناء الحمل. ولد دونالد في كورنوال بإنجلترا لعائلة من الأطباء الأسكتلنديين. تلقى تعليمه في اسكتلندا وجنوب إفريقيا قبل أن يدرس الطب في جامعة لندن عام 1930، وأصبح هو الجيل الثالث من الأطباء في عائلته. في بداية الحرب العالمية الثانية، جند سلاح الجو الملكي دونالد كضابط طبي، طور أثناء ذلك اهتمامًا بالرادار والسونار. في عام 1952، في مستشفى سانت توماس، استخدم ما تعلمه في سلاح الجو الملكي البريطاني لبناء جهاز تنفس للأطفال حديثي الولادة الذين يعانون من مشاكل في الجهاز التنفسي.
في عام 1952، أصبح دونالد قارئًا في مستشفى هامرسميث. وطور جهازًا يسمى مقياس التنفس التحفيزي (مقياس تنفس تريب)، والذي يقيس كفاءة الجهاز التنفسي لحديثي الولادة. في عام 1953، طور تصميمه وصنع جهاز تنفس بضغط إيجابي كان يُعرف باسم البخاخ. في سبتمبر 1954، رفعت جامعة جلاسكو منصب دونالد إلى أستاذ رجينوس في أمراض النساء والتوليد. أثناء عمله في المستوصف الغربي، التقى توم براون، المهندس الصناعي الذي عمل لدى كلفن هيوز، ونتج عن ذلك سلسلة من التعاون بين أطباء المستوصف الغربي ومهندسي كيلفن هيوز. صمموا وبنوا سلسلة من الأدوات التي مكنت من فحص الجنين بالموجات فوق الصوتية التوليدية، مما سمح لدونالد ببناء أول آلة تصوير بالموجات فوق الصوتية التوليدية في العالم في عام 1963: الدياسونوغراف.
ساعد دونالد أيضًا في بناء مستشفى الملكة الأم التوليدية بجوار المستشفى الملكي للأطفال في جلاسكو.

## حياته
ولد إيان دونالد لجون دونالد وهيلين بارو ويلسون قبل الزواج في عام 1910. كان والده طبيبًا عامًا من عائلة طبية في بيزلي، وكان جده أيضًا طبيبًا عامًا، ووالدته عازفة بيانو موسيقية. كان دونالد الابن الأكبر بين أربعة أطفال. كان أشقاؤه مارجريت ومالكولم وأليسون مونرو، التي أصبحت فيما بعد مديرة مدرسة بارزة.
التحق دونالد بمدرسة واريستون في موفات، من ثم التحق بكلية فيتس في إدنبرة للتعليم الثانوي. ومع ذلك، لم يكمل دونالد تعليمه في اسكتلندا، فقد انتقلت العائلة إلى جنوب إفريقيا بسبب سوء حالة والده الصحية. تابع دونالد تعليمه الثانوي في كلية ديوسيسان في رونديبوش، حيث درس الكلاسيكيات والموسيقى والفلسفة واللغات. في عام 1927، أصيبت والدة دونالد واثنان من أشقائه بالدفتيريا وتوفيت والدته بسبب احتشاء عضلة القلب. بعد ثلاثة أشهر، توفي والد دونالد. كان والداه قد زودوا مود غرانت، مدبرة المنزل، بصندوق استئماني لرعاية أطفالهم. في نفس العام، حصل دونالد على بكالوريوس الآداب في الفنون والموسيقى من جامعة كيب تاون مع مرتبة الشرف الأولى.
في عام 1930، عادت العائلة إلى لندن وحصل دونالد على شهادة البكالوريوس في جامعة لندن لدراسة الطب في كلية الطب بمستشفى سانت توماس. في عام 1937 حصل على بكالوريوس الطب وبكالوريوس الجراحة من جامعة سانت توماس، وأصبح الجيل الثالث من الأطباء في عائلته.
في نهاية تعليمه العالي، تزوج دونالد من أليكس ماتيلد دي شازال ريتشاردز، ابنة مزارع من ولاية أورانج فري. تقاعد دونالد في 1 أكتوبر 1976. عُرضت عليه خدمة استشارية في المشاريع النووية في إدنبرة، وهو المنصب الذي شغله حتى عام 1981. بعد تقاعده بالكامل، انتقل إلى باجليشام. توفي دونالد في 19 يونيو 1987 تاركًا زوجته وبناته الأربعة وأحفاده الثلاثة عشر. دفن في باحة كنيسة القديس بيتر في باجليشام، إسيكس.

## مساره المهني
بدأ دونالد تدريبه الطبي بعد التخرج في نهاية الثلاثينيات، وخطط للتخصص في طب التوليد والعمل في مشفى أمراض النساء والتوليد في سانت توماس. بدأ إقامته عام 1939.
توقفت مسيرة دونالد الطبية بسبب الحرب العالمية الثانية، وفي مايو 1942 جنده سلاح الجو الملكي كضابط طبي. كان ناجحًا وشجاعًا جدًا بحسب ما ذُكر في الرسائل خلال الحرب، فقد سحب عدة طيارين من قاذفة تحطمت واشتعلت فيها النيران أثناء وجود القنابل في هيكل الطائرة. في عام 1946 حصل على وسام MBE لشجاعته. أصبح دونالد خلال الفترة التي قضاها مع سلاح الجو الملكي البريطاني على دراية بمجموعة متنوعة من التقنيات التي تتضمن الرادار والسونار.
في عام 1946، أكمل دونالد خدمته الحربية وعاد للعمل في سانت توماس. في عام 1949 عُين مدرسًا في قسم أمراض النساء والتوليد. بحلول عام 1949، كانت الخدمة الصحية الوطنية تعمل منذ ثلاث سنوات، وبدلًا من البحث المستمر عن المال لرعاية المرضى، جاءت الأموال من الضرائب الحكومية، لذلك تغير دور المستشفى من نهج قائم على الاحتياجات إلى التركيز على البحث: كجزء من اختصاصهم، كان على كل طبيب إجراء مشروع بحثي.

### جهاز التهوية بالضغط السلبي
أجرى دونالد بالاشتراك مع ماورين يونغ المتخصصة في فسيولوجيا الفترة ما حول الولادة، دراسة عن اضطرابات الجهاز التنفسي عند الرضع. تضمنت دراسة دونالد فحص أجهزة التنفس الطبية المتوفرة، ولم يكن راضيًا عن تصميم وكفاءة النماذج الحالية. نظرًا لأن دونالد كان مهتمًا بالأجهزة الميكانيكية والتكنولوجية منذ طفولته، قرر بناء جهاز تنفس جديد. بحلول عام 1952، كان دونالد ويونغ قد صنعوا جهاز تنفس طبي جديد يعمل بالضغط السلبي أظهروه في اجتماع جمعية علم وظائف الأعضاء في مستشفى رويال فري.

### مقياس التنفس التحفيزي
في وقت لاحق في عام 1952، استقال دونالد من منصبه في كلية الطب بمستشفى سانت توماس ليتولى منصب قارئ في معهد أمراض النساء والتوليد في كلية الطب الملكية للدراسات العليا في مستشفى هامرسميث. في كلية الطب، واصل دونالد بحثه في اضطرابات التنفس عند الأطفال حديثي الولادة. عمل على تحسين الجهاز الذي صنعه هو ويونغ: جهاز تنفس صناعي مؤازر يحركه المريض. لاحقًا، عمل مع جوزفين لورد لبناء مقياس التنفس أثناء التحفيزي، والذي سمي فيما بعد مقياس التنفس. كان الغرض من هذا المقياس قياس كفاءة الجهاز التنفسي لحديثي الولادة. بالإضافة إلى كونه جهازًا تشخيصيًا، استخدمه دونالد لإجراء تحديد كمي للتنفس الطبيعي بهدف تحديد فسيولوجيا وأمراض أمراض الرئة عند الأطفال حديثي الولادة.